# 布萊登 (英國國會選區)
布萊登（英語：Blaydon），英國國會一自治市選區，位於英格蘭泰恩-威爾郡蓋茲黑德西南部。設於1918年。
這裡1935年以來一直支持工黨的候選人。在2010年大選中，2005年起任議員的大衛·安德森以49.6%選票勝出該區連任成功。